# العلاقات الألمانية السويسرية
العلاقات الألمانية السويسرية هي العلاقات الثنائية التي تجمع بين ألمانيا وسويسرا.

## مقارنة بين البلدين
هذه مقارنة عامة ومرجعية للدولتين:
| وجه المقارنة                                              | ألمانيا                                                                              | سويسرا                                                                                      |
| --------------------------------------------------------- | ------------------------------------------------------------------------------------ | ------------------------------------------------------------------------------------------- |
| المساحة (كم2)                                             | 357.41 ألف                                                                           | 41.28 ألف                                                                                   |
| عدد السكان (نسمة)                                         | 81.29 مليون                                                                          | 8.21 مليون                                                                                  |
| الكثافة السكانية (ن./كم²)                                 | 227.44                                                                               | 198.89                                                                                      |
| العاصمة                                                   | بون، برلين                                                                           | برن                                                                                         |
| اللغة الرسمية                                             | اللغة الألمانية                                                                      | اللغة الألمانية، اللغة الإيطالية، لغة فرنسية، اللغة الرومانشية، الألمانية السويسرية الموحدة |
| العملة                                                    | يورو، مارك ألماني                                                                    | فرنك سويسري                                                                                 |
| الناتج المحلي الإجمالي (بليون دولار)                      | 3.68 تريليون                                                                         | 678.89 مليار                                                                                |
| الناتج المحلي الإجمالي (تعادل القوة الشرائية) بليون دولار | 3.92 تريليون                                                                         | 518.07 مليار                                                                                |
| الناتج المحلي الإجمالي الاسمي للفرد دولار أمريكي          | 41.31 ألف                                                                            | 80.94 ألف                                                                                   |
| الناتج المحلي الإجمالي للفرد دولار أمريكي                 | 46.40 ألف                                                                            | 59.54 ألف                                                                                   |
| مؤشر التنمية البشرية                                      | 0.926                                                                                | 0.930                                                                                       |
| رمز المكالمات الدولي                                      | +49                                                                                  | +41                                                                                         |
| رمز الإنترنت                                              | .de                                                                                  | .ch، .swiss ‏                                                                                |
| المنطقة الزمنية                                           | توقيت وسط أوروبا، ت ع م+01:00، ت ع م+02:00، توقيت أوروبا الوسطى المعياري (ت غ م +1) ‏ | توقيت وسط أوروبا، ت ع م+01:00، ت ع م+02:00، أوروبا/زيورخ ‏                                   |

## مدن متوأمة
في ما يلي قائمة باتفاقيات التوأمة بين مدن ألمانية وسويسرية:
- ترتبط كرايشتال مع Menzingen [الإنجليزية]‏ باتفاقية توأمة.
- ترتبط تسل-آم-هارمرزباخ مع Tuggen [الإنجليزية]‏ باتفاقية توأمة.
- ترتبط باد هومبورغ (فور در هوهه) مع خور باتفاقية توأمة.
- ترتبط Schliengen [الإنجليزية]‏ مع Nidau [الإنجليزية]‏ باتفاقية توأمة.
- ترتبط Oberteuringen [الإنجليزية]‏ مع Tübach [الإنجليزية]‏ باتفاقية توأمة.
- ترتبط أولسبرغ مع Olsberg, Aargau [الإنجليزية]‏ باتفاقية توأمة.
- ترتبط بفولندورف مع Allschwil [الإنجليزية]‏ باتفاقية توأمة.
- ترتبط دارمشتات مع Saanen [الإنجليزية]‏ باتفاقية توأمة منذ 1992.[19][19][19][19]
- ترتبط Engstingen [الإنجليزية]‏ مع خور باتفاقية توأمة.
- ترتبط بورغدورف مع برجدورف باتفاقية توأمة.
- ترتبط Seitingen-Oberflacht [الإنجليزية]‏ مع Oberflachs [الإنجليزية]‏ باتفاقية توأمة.
- ترتبط Eicken-Bruche  [لغات أخرى]‏ مع Eiken, Aargau [الإنجليزية]‏ باتفاقية توأمة.
- ترتبط شفارتسينبك مع ساير باتفاقية توأمة.
- ترتبط مونزينغن مع Münsingen [الإنجليزية]‏ باتفاقية توأمة.
- ترتبط زينغن مع شافهاوزن باتفاقية توأمة منذ 1990.[20][20][20][20]
- ترتبط Sevelen ‏ مع Sevelen [الإنجليزية]‏ باتفاقية توأمة.
- ترتبط روتفايل مع بروغ باتفاقية توأمة.
- ترتبط أميرندورف مع Dulliken [الإنجليزية]‏ باتفاقية توأمة.
- ترتبط Kilchberg (Tübingen) [الإنجليزية]‏ مع كيلكبيرغ باتفاقية توأمة.
- ترتبط هشينغن مع Stetten, Aargau [الإنجليزية]‏ باتفاقية توأمة.
- ترتبط نيكارسولم مع غرينشين باتفاقية توأمة.
- ترتبط هايلبرون مع سولوتورن باتفاقية توأمة منذ 1966.
- ترتبط Langenargen [الإنجليزية]‏ مع أربون باتفاقية توأمة.
- ترتبط غروسبرايتنباخ مع Breitenbach, Switzerland [الإنجليزية]‏ باتفاقية توأمة.
- ترتبط برنتسلاو مع أوستر باتفاقية توأمة منذ 1990.
- ترتبط هيرسبروك مع Hilterfingen [الإنجليزية]‏ باتفاقية توأمة.
- ترتبط ترابن-ترارباخ مع Wangen bei Olten [الإنجليزية]‏ باتفاقية توأمة.
- ترتبط فولفاخ مع كروزلينغن باتفاقية توأمة.
- ترتبط شفايغرن مع Nottwil [الإنجليزية]‏ باتفاقية توأمة.
- ترتبط توتلينغن مع بي [الإنجليزية]‏ باتفاقية توأمة.
- ترتبط Hausen im Wiesental [الإنجليزية]‏ مع Hausen AG [الإنجليزية]‏ باتفاقية توأمة.
- ترتبط Hardheim [الإنجليزية]‏ مع Müntschemier [الإنجليزية]‏ باتفاقية توأمة.
- ترتبط Rielasingen-Worblingen [الإنجليزية]‏ مع Lostorf [الإنجليزية]‏ باتفاقية توأمة.
- ترتبط Schenkenzell [الإنجليزية]‏ مع Schenkon [الإنجليزية]‏ باتفاقية توأمة.
- ترتبط شرامبرغ مع لاخن - سويسرا [الإنجليزية]‏ باتفاقية توأمة منذ 1958.
- ترتبط Zeuthen [الإنجليزية]‏ مع إنترلاكن باتفاقية توأمة.
- ترتبط  مع رايتناو باتفاقية توأمة.
- ترتبط Müllheim [الإنجليزية]‏ مع فيفي باتفاقية توأمة.
- ترتبط لاوفن مع Laufen, Switzerland [الإنجليزية]‏ باتفاقية توأمة.
- ترتبط Ilsfeld [الإنجليزية]‏ مع Auenstein, Aargau [الإنجليزية]‏ باتفاقية توأمة.
- ترتبط إرلنباخ آم ماين مع Erlenbach im Simmental [الإنجليزية]‏ باتفاقية توأمة.[21][21][22][23]
- ترتبط باد زكينغين مع Glarus Nord [الإنجليزية]‏ باتفاقية توأمة.
- ترتبط فيلبورغشتيتن مع Wittenbach [الإنجليزية]‏ باتفاقية توأمة.
- ترتبط Bodnegg [الإنجليزية]‏ مع Vouvry [الإنجليزية]‏ باتفاقية توأمة.
- ترتبط Wittnau, Baden-Württemberg [الإنجليزية]‏ مع Wittnau, Aargau [الإنجليزية]‏ باتفاقية توأمة.
- ترتبط بونشتيتن مع بونشتيتن باتفاقية توأمة.
- ترتبط غروسبوتفار مع إيلناو-إيفريتيكون باتفاقية توأمة.
- ترتبط Schwanfeld [الإنجليزية]‏ مع Mühleberg [الإنجليزية]‏ باتفاقية توأمة.
- ترتبط Westerland, Germany [الإنجليزية]‏ مع سان موريتز باتفاقية توأمة.
- ترتبط Gansheim  [لغات أخرى]‏ مع Gansingen [الإنجليزية]‏ باتفاقية توأمة.
- ترتبط Frickingen [الإنجليزية]‏ مع فريك، أرجاو باتفاقية توأمة.
- ترتبط إسني إم آلغوي مع Flawil [الإنجليزية]‏ باتفاقية توأمة.
- ترتبط Issum [الإنجليزية]‏ مع Sevelen [الإنجليزية]‏ باتفاقية توأمة.
- ترتبط رويتلينغن مع أراو باتفاقية توأمة.
- ترتبط بفاركيرشن مع Ruswil [الإنجليزية]‏ باتفاقية توأمة.
- ترتبط شنايتنباخ مع Buchberg, Schaffhausen [الإنجليزية]‏ باتفاقية توأمة.
- ترتبط إزرلون مع بيال/بيان باتفاقية توأمة منذ 1989.
- ترتبط Biebrich (Wiesbaden) [الإنجليزية]‏ مع غلروس باتفاقية توأمة منذ 11 يناير 2009.
- ترتبط زانكت بلازين مع Saint-Blaise, Switzerland [الإنجليزية]‏ باتفاقية توأمة.
- ترتبط بوتسدام مع لوسرن باتفاقية توأمة منذ 1973.
- ترتبط توبينغن مع مونثي باتفاقية توأمة منذ 1989.
- ترتبط آلتدورف باي نورنبرغ مع ألتدورف باتفاقية توأمة.
- ترتبط هولتسغيرلينغن مع نوينهوف، أرجاو باتفاقية توأمة.
- ترتبط أوستفيلدرن مع Reinach, Basel-Landschaft [الإنجليزية]‏ باتفاقية توأمة.
- ترتبط Wolfegg [الإنجليزية]‏ مع Rüthi [الإنجليزية]‏ باتفاقية توأمة.
- ترتبط  مع رايتناو باتفاقية توأمة.
- ترتبط Adelberg [الإنجليزية]‏ مع Lichtensteig [الإنجليزية]‏ باتفاقية توأمة.
- ترتبط Küssaberg [الإنجليزية]‏ مع كيوسانشات باتفاقية توأمة.
- ترتبط Bad Bellingen [الإنجليزية]‏ مع Reigoldswil [الإنجليزية]‏ باتفاقية توأمة.
- ترتبط آلتنبورغ مع أولتن باتفاقية توأمة منذ 1971.
- ترتبط Oberrot [الإنجليزية]‏ مع Zweisimmen [الإنجليزية]‏ باتفاقية توأمة.
- ترتبط Gammelshausen [الإنجليزية]‏ مع Breil/Brigels [الإنجليزية]‏ باتفاقية توأمة.
- ترتبط فيسبادن مع مونترو باتفاقية توأمة منذ 1975.
- ترتبط دايدسهايم مع Buochs [الإنجليزية]‏ باتفاقية توأمة.
- ترتبط كام مع Cham, Switzerland [الإنجليزية]‏ باتفاقية توأمة.
- ترتبط زيندلفينغن مع شافهاوزن باتفاقية توأمة منذ 29 أكتوبر 2001.
- ترتبط Waldkirch [الإنجليزية]‏ مع ليستل باتفاقية توأمة.
- ترتبط فلسبرغ مع Felsberg, Switzerland [الإنجليزية]‏ باتفاقية توأمة.

## منظمات دولية مشتركة
يشترك البلدان في عضوية مجموعة من المنظمات الدولية، منها:
| علم المنظمة | اسم المنظمة                               | تاريخ انضمام ألمانيا | تاريخ انضمام سويسرا |
| ----------- | ----------------------------------------- | -------------------- | ------------------- |
|             | مؤسسة التمويل الدولية                     | 20 يوليو 1956        | 29 مايو 1992        |
|             | يونسكو                                    | 11 يوليو 1951        | 28 يناير 1949       |
|             | مجموعة أستراليا                           | 1985                 | 1987                |
|             | المرصد الأوروبي الجنوبي                   | 1962                 | 1982                |
|             | اتحاد المدفوعات الأوروبي ‏                 | ?                    | ?                   |
|             | مجموعة الموردين النوويين                  | ?                    | ?                   |
|             | الوكالة الدولية للطاقة                    | ?                    | ?                   |
|             | مؤسسة التنمية الدولية                     | 24 سبتمبر 1960       | 29 مايو 1992        |
|             | منظمة التعاون الاقتصادي والتنمية          | 27 سبتمبر 1961       | ?                   |
|             | المركز الدولي لتسوية المنازعات الاستشارية | 18 مايو 1969         | 14 يونيو 1968       |
|             | وكالة ضمان الاستثمار متعدد الأطراف        | 12 أبريل 1988        | 12 أبريل 1988       |
|             | منظمة حظر الأسلحة الكيميائية              | 29 أبريل 1997        | ?                   |
|             | المنظمة الأوروبية لسلامة الملاحة الجوية   | 1960                 | 1992                |
|             | البنك الإفريقي للتنمية                    | ?                    | ?                   |
|             | الأمم المتحدة                             | 18 سبتمبر 1973       | 10 سبتمبر 2002      |
|             | الاتحاد الدولي للاتصالات                  | 1866                 | 1866                |
|             | منظمة الشرطة الجنائية الدولية             | ?                    | ?                   |
|             | البنك الدولي للإنشاء والتعمير             | 14 أغسطس 1952        | 29 مايو 1992        |
|             | منظمة الأمن والتعاون في أوروبا            | 25 يونيو 1973        | 25 يونيو 1973       |
|             | وكالة الفضاء الأوروبية                    | 31 مايو 1977         | ?                   |
|             | الاتحاد البريدي العالمي                   | 1 يوليو 1875         | ?                   |
|             | منظمة التجارة العالمية                    | ?                    | ?                   |
|             | الفريق المعني برصد الأرض                  | ?                    | ?                   |
|             | بنك التنمية الآسيوي                       | 1966                 | 1967                |
|             | نظام تحكم تكنولوجيا القذائف               | 1987                 | 1992                |
|             | مجلس أوروبا                               | 13 يوليو 1950        | ?                   |

## أعلام
هذه قائمة لبعض الشخصيات التي تربطها علاقات بالبلدين:
- ألبرت الثاني ملك ألمانيا (10 أغسطس 1397[53][54] – 27 أكتوبر 1439[54])
- ألكسندر فراي (لاعب كرة قدم سويسري، 15 يوليو 1979[55] – )
- أوتو الثاني (955 – 7 ديسمبر 983[56])
- أورسولا أندريس (19 مارس 1936[57][58][59] – )
- أوليفر نوفيل (لاعب كرة قدم ألماني، 1 مايو 1973[60] – )
- باسكال زوبربوهلر (لاعب كرة قدم سويسري، 8 يناير 1971[61] – )
- بيتر فايس (8 نوفمبر 1916[62][63][64] – 10 مايو 1982[62][63][64])
- روجر فيدرير (لاعب كرة مضرب سويسري، 8 أغسطس 1981[65] – )
- رودولف الأول (سياسي نمساوي، 1 مايو 1218[66] – 15 يوليو 1291[66])
- ستان فافرينكا (لاعب كرة مضرب سويسري، 28 مارس 1985 – )
- فريدريك الثالث (21 سبتمبر 1415 – 19 أغسطس 1493)
- كوبي كوهن (لاعب كرة قدم سويسري، 12 أكتوبر 1943[67] – )
- ماريا سيبيلا ماريان (2 أبريل 1647[68][69][70] – 13 يناير 1717[68][69][70])
- هانس فون أويلر شلبين (15 فبراير 1873[71][72][73] – 6 نوفمبر 1964[71][73])
- هرمان هيسه (كاتب ألماني، 2 يوليو 1877[74][75][76] – 9 أغسطس 1962[74][75][76])

## وصلات خارجية
- موقع وزارة الخارجية الألمانية
- موقع وزارة الخارجية السويسرية